# Кейрош, Жоэл
Жоэл Рикарду Рибейру Кейро́ш (порт. Joel Ricardo Ribeiro Queirós; 21 мая 1982, Порту, Португалия), также известный как просто Жоэл — португальский футболист, игрок в мини-футбол. Нападающий португальского клуба «Повуа» и сборной Португалии по мини-футболу.

## Биография
Жоэл Кейрош начинал карьеру в «Фрейшиейру», стал с ним чемпионом Португалии 2000 года, годом позже выиграл национальный суперкубок. В 2002 году он стал лучшим бомбардиром португальского чемпионата и был признан его лучшим игроком. В 2004 году португалец перешёл в испанский «Эль-Посо», с которым выиграл два национальных первенства и суперкубок. В клубе из Мурсии Жоэл провёл три сезона, затем он отыграл два сезона в другом испанском клубе «МРА Наварра».
В 2009 году Жоэл Кейрош вернулся в Португалию, став игроком «Бенфики», и сразу же стал ключевым игроком команды. Во многом именно его игра принесла португальцам победу в Кубке УЕФА по мини-футболу сезона 2009/10. Его гол в ворота российского клуба «ВИЗ-Синара» помог «Бенфике» выйти в Финал Четырёх, также на его счету два гола в ворота итальянского «Лупаренсе» в полуфинале и гол в ворота испанского «Интер Мовистар» в финале.
Жоэл Кейрош — важный игрок сборной Португалии по мини-футболу. На чемпионате мира 2004 года он с 7 забитыми мячами стал лучшим бомбардиром португальцев и четвёртым в общем списке голеадоров. А на чемпионате Европы 2010 года он не только стал обладателем серебряных наград, но и с 5 забитыми мячами стал наряду с тремя другими футболистами лучшим бомбардиром первенства. На счету Жоэла мяч в финале турнира в ворота сборной Испании.

## Достижения
- Серебряный призёр чемпионата Европы по мини-футболу 2010
- Обладатель Кубка УЕФА по мини-футболу 2009/10
- Чемпион Португалии по мини-футболу 2000
- Обладатель Суперкубка Португалии по мини-футболу 2001
- Чемпион Испании по мини-футболу (2): 2006, 2007
- Обладатель Суперкубка Испании по мини-футболу 2006

Личные:
- Лучший бомбардир Чемпионата Европы по мини-футболу 2010